# Peter Weihe

Peter Weihe in der Musikhochschule Hannover, 2005

Peter Weihe (* 22. Oktober 1955 in Bremervörde) ist ein deutscher Gitarrist, Produzent, Komponist, Arrangeur und Hochschullehrer. Er ist einer der bekanntesten Studiogitarristen Deutschlands.

## Leben
Peter Weihe erhielt ab 1966 Klavierunterricht und erlernte autodidaktisch das Gitarrespiel. 1973 hatte er erste Auftritte im Hamburger „Onkel Pö“ und anderen Jazz-Clubs sowie Sessions mit Musikern der Hamburger Szene (u. a. mit Udo Lindenberg, Gottfried Böttger, Lonzo Westphal). Weihe gründete die Jazz-Rock-Band „To Be“, die seine Kompositionen spielte. 1974 legte er in Bremervörde das Abitur ab.
Ab 1975 war er als Studiogitarrist für internationale Künstler und Produzenten tätig und spielte in der Jazz-Rock-Band „Känguru“ (Saxophon: Herb Geller, Bass: Anselm Kluge, Drums: Olaf Gustafson, Keyboards: Claus Robert Kruse). 1980 arbeitete er als Studiogitarrist und Arrangeur in Nashville mit dem Produzenten Tony Brown für Ian Cussick. Im selben Jahr erschien die LP Känguru und 1983 die LP Tierisch.
1982 wurde er Dozent für Gitarre, Rhythmik und Ensemblebetreuung bei der Gründung des Modellversuchs Popularmusik (heute Popkurs), einem Kontaktstudiengang für Popularmusik an der Hochschule für Musik und Theater Hamburg. Dort erarbeitete er das Curriculum und entwickelte mit Anselm Kluge das Fach „Rhythm and Groove“. 1985 wurde er Dozent im Popkurs. 1994 wurde er zum nebenberuflich tätigen Professor an der Hochschule für Musik und Theater Hamburg für Gitarre, Rhythmik und Bandtraining ernannt. Zusätzlich berief ihn 2011 die Hochschule für Musik, Theater und Medien Hannover zum Professor für Producing/Recording und Ensemble für den Studiengang Popular Music.
Peter Weihe wurde beim Poll des Fachblatts Musikmagazin in den Jahren 1989 bis 1996 zum „Gitarristen des Jahres“ gewählt. Er erhielt mehrere Goldene und Platin-Schallplatten bzw. CDs.
Weihe war 2004 Gründungsmitglied und Vorstand des Verbandes der Deutschen Musikproduzenten e. V. (MPAG). Er ist Mitglied des Fachbeirates der Popakademie Baden-Württemberg.
Peter Weihe lebt in Norderstedt.

## Diskografie
- Al Bano & Romina Power – Sempre Sempre (1986)
- Al Bano & Romina Power – Vincerai – Ihre Grössten Erfolge (1991)
- Alexander – Take Me Tonight (CD Maxi-Single) (2003)
- Alexander – Take Your Chance (2003)
- Avenue – Too Much Snow In Hollywood / Pyjamas from Tokyo (Single) (1984)
- Baccara – Baccara 2000 (2001)
- Ben Zucker – Na und?! (2017)
- Ben Zucker – Was für eine geile Zeit (2017)
- Blue System – Obsession (1990)
- Bonfire – Early Days of Bonfire (2006)
- Bonnie Bianco – True Love, Lory (1988)
- Bravo All Stars – Let the Music Heal Your Soul (CD Maxi-Single) (1998)
- CaT – Belle Epoque (1988)
- Channel 5 – Colour of a Moment (1985)
- Channel 5 –  Painted Nights (1986)
- Channel 5 – Channel 5 (1988)
- Chris Garner – Lady, We Can … (Super Disco Mix) (Maxi-Single)(1985)
- Chris Garner – We Gotta Stop Meeting Like This (1982)
- Christina Stürmer – Lebe Lauter (2006)
- Christina Stürmer – Schwarz Weiss (2005)
- Claudia Jung – Auch wenn es nicht vernünftig ist (2001)
- Claudia Jung – Claudia Jung (1994)
- Claus Lessmann – Glaub dran (2004)
- Clueso – So sehr dabei (2008)
- Cora – In the Name of Love (Remix 2007) (CD Maxi-Single) (2007)
- Cora – Noch ein Leben (2011)
- Cora – Regenbogengold (2009)
- Cora – Traum von Amsterdam – Jubiläumsalbum (2008)
- Cosa Rosa – Cosa Rosa (1986)
- Cosa Rosa – Kein Zufall (1985)
- Cretu and Thiers – Belle Epoque (1988)
- Curt Cress – Sing (1987)
- Curt Cress – Trip (1998)
- Daniel Schuhmacher – Nothing to Lose (2010)
- Dew Mitch – Heartbreak Avenue (1988)
- Dirk Steffens – Tollhouse (1978)
- DJ BoBo – Around the World (CD Maxi-Single) (1998)
- DJ BoBo – Celebration (2002)
- DJ BoBo – Chihuahua – The Album (2003)
- DJ BoBo – Level 6 (1998)
- DJ BoBo – Magic (1998)
- DJ BoBo – Pirates of Dance (2005)
- DJ BoBo – Vampires (2007)
- DJ BoBo – Where Is Your Love (CD Maxi-Single) (1998)
- DJ Ötzi – Hotel Engel (2008)
- Duesenberg – Duesenberg (1977)
- DJ Ötzi – I will Lebʼn (CD Maxi-Single) (2008)
- Erste Allgemeine Verunsicherung – Neppomukʼs Rache (1990)
- Engelbert – Hello Out There (1991)
- Erasure – Star (CD Maxi-Single) (1989)
- Fabrizio – Iʼll Never Get Over You (CD Maxi-Single) (2003)
- Falco – Data De Groove (1990)
- Falco – Spirit Never Dies (2009)
- Falco – Wiener Blut (1988)
- Felix, Jerry – Moving On (1982)
- Far Corporation – Solitude (1994)
- Fernando Lima – Pasion (2008)
- Freiheit – Love Is No Science (1990)
- Georg Danzer – Weiße Pferde (1984)
- Gibson Brothers – Blue Island (2005)
- Gregorian – Best of Gregorian: 1990–2010 (2010)
- Gregorian – Christmas Chants (Curb) (2009)
- Gregorian – Gregorian Christmas Chants (2006)
- Gregorian – The Dark Side (2004)
- Gregorian – The Dark Side of the Chant (2010)
- Gregorian – The Masters of Chant Chapter I (2000)
- Gregorian – The Masters of Chant Chapter II (2001)
- Gregorian – The Masters of Chant Chapter III (2002)
- Gregorian – The Masters of Chant Chapter IV (2004)
- Gregorian – The Masters of Chant Chapter V (2006)
- Gregorian – The Masters of Chant Chapter VI (2007)
- Gregorian – The Masters of Chant Chapter VII (2009)[1]
- Heath Hunter & The Pleasure Company – Love Is the Answer (1996)
- Heiner Pudelko – Gloria (1991)
- Helene Fischer – Atemlos durch die Nacht (CD Maxi-Single) (2013)
- Helene Fischer – Die Hölle morgen früh (CD Maxi-Single) (2012)
- Helene Fischer – Fehlerfrei (CD Maxi-Single) (2013)
- Helene Fischer – Mit keinem andern (2013)
- Helene Fischer – Marathon (CD Maxi-Single) (2014)
- Helmuth Franke & Friends – Guitarland 2 (1977)
- Hubert Kah – Sound of My Heart (1987)
- Hubert Kah – Best of Dance Hits (1990)
- Hubert Kah – Hubert Kah (1996)
- I Muvrini – I Muvrini & Les 500 Choristes (2007)
- Ian Cussick – Hypertension (1981)
- Ian Cussick – Ian Cussick (1978)
- Humpe & Humpe – Swimming with Sharks (1987)
- Inker & Hamilton – Dancing Into Danger (1987)
- Irmin Schmidt – Impossible Holidays (1991)
- Irmin Schmidt – Impossible Holidays + Musk at Dusk (1998)
- Jack Bruce – Can You Follow (2008)
- Jack Bruce – Jack Bruce Collector’s Edition (2005)
- Jack Bruce – Somethin Els (1993)
- Jack Bruce – Willpower: A Twenty-Year Retrospective (1989)
- Jam & Spoon – El Baile (CD Maxi-Single) (1997)
- Jam & Spoon – Kaleidoscope (1997)
- Jam & Spoon – Remixes & Club Classics (2006)
- Jam & Spoon – Tripomatic Fairytales 3003 (2003)
- Jam & Spoon feat. Plavka – Butterfly Sign (CD Maxi-Single) (2004)
- Jam & Spoon feat. Plavka – Donʼt Call It Love (CD Maxi-Single) (1998)
- Jam & Spoon feat. Plavka – Kaleidoscope Skies (CD Maxi-Single) (1997)
- Jam & Spoon feat. Rea – Be.Angeled (CD Maxi-Single) (2001)
- Jam & Spoon feat. Rea – Set Me Free (Empty Rooms) (CD Maxi-Single) (2004)
- Jane Comerford – Somebody Sent Me an Angel (2006)
- Jasmin Tabatabai – I Ran (2007)
- José Carreras – Around the World (2001)
- Känguru – Känguru (1981)
- Känguru – Tierisch (1983)
- Katharina Franck – First Take Second Skin (2006)
- Kisha – Why (1999)
- Lady Lily – Lady Lily (1986)
- Lena – My Cassette Player (2010)
- Lena – Unser Star für Oslo 2010 (CD Maxi-Single) (2010)
- Mad Romeo – Love Is the Leader (1989)
- Maggie Reilly – Echoes (1991)
- Maggie Reilly – Midnight Sun (1993)
- Marc Terenzi – Awesome (2005)
- Mario Hené – Lieber Allein, Als Gemeinsam Einsam (1977)
- Mark Forster – Zu dir (weit weg) (2012)
- Matthias Sagorski & Rene Ursinus & Thomas Reichert – Mi Canto De Amor (CD Maxi-Single) (2007)
- Meat Loaf – Blind Before I Stop (1986)
- Michelle – So was wie Liebe (2000)
- Milli Vanilli – All Or Nothing (The First Album) (1988)
- Milli Vanilli – Girl You Know Itʼs True (1989)
- Milva – Mut zum Risiko (1985)
- Modern Talking – TV Makes the Superstar (CD Maxi-Single) (2003)
- Modern Talking – Universe – The 12th Album (2003)
- Monkey See - Monkey Do – Album No.1 (1988)
- Monkey See – Monkey Do – Donʼt Crash My Car (CD Maxi-Single) (1988)
- Myra – Milagros (2001)
- Nana Mouskouri – Ich hab gelacht-ich hab geweint (2004)
- Nemorin – Mission Of Love (1995)
- Nena – Jamma nicht (1997)
- Nena – Wunder gescheh’n (1989)
- Nevio – Firenze / Giulia (CD Maxi-Single) (2007)
- Nevio – Nevio (2007)
- Nick Oosterhuis – The Mysterious Disappearance of Mr. Garner (2011)
- Nino de Angelo – Junges Blut (1983)
- No Angels – Daylight in Your Eyes (CD Maxi-Single) (2001)
- No Angels – Feelgood Lies (CD Maxi-Single) (2003)
- No Angels – Now... Us! (2002)
- No Angels – Pure (2003)[2]
- No Angels – Someday (CD Maxi-Single) (2003)
- No Angels – Something About Us / Like Ice in the Sunshine (CD Maxi-Single) (2002)
- No Angels – There Must Be an Angel / 100% Emotional (CD Maxi-Single) (2001)
- No Mercy – More (1998)
- No Mercy – My Promise (1996)
- No Mercy – No Mercy (1996)
- Ofra Haza – Ofra Haza (Album Sampler) (1997)
- Olli Dittrich – (alias TIM) Modern Guy (1989)
- Patrizio Buanne – Forever Begins Tonight (2006)
- Patrizio Buanne – Lʼ Italiano (2005)
- Patrizio Buanne – Mondo (2005)
- Patrizio Buanne – The Italian (2005)
- Pe Werner – Etepetete (1996)
- Peter Hofmann – Rock Classics 2 (1987)
- Princessa – Calling You (1996)
- Princessa – Princessa (1997)
- Pur – Seiltänzertraum (1993)
- Rainbirds – Rainbirds (1987)
- Rainbirds – Call Me Easy Say Iʼm Strong Love Me My Way It Ainʼt Wrong (1989)
- Righeira – Bambini Forever (1986)
- Rio Reiser – Beste (1994)
- Rio Reiser – Rio I. (1986)
- Roger Whittaker – Liebe endet nie (2008)
- Roger Whittaker – Sehnsucht Nach Liebe (1994)
- Rolf Kühn – Cucu Ear (1980)
- Rolf Kühn – Donʼt Split (1982)
- Rolf Kühn – Music for Two Brothers (1998)
- Rolf Kühn – Rolf Kühn (1980)
- Rolf und seine Freunde – Winterkinder … auf der Suche nach Weihnachten (1987)
- Rolf Zuckowski – Dezemberträume (1993)
- Rosenstolz – Die Suche geht Weiter (2008)
- Rosenstolz – Macht Liebe (2002)
- Saint Lu – Saint Lu (2009)
- Sarah Brightman – Dive (1993)
- Sarah Brightman – Fly (1995)
- Sarah Brightman – Eden (1998)
- Sarah Brightman – Classics: The Best of Sarah Brightman (2001)
- Sarah Brightman – Harem (2003)
- Sarah Brightman – Harem World Tour: Live from Las Vegas (2004)
- Sarah Brightman – I Will Be with You (2007)
- Sarah Brightman – Symphony (2008)
- Sarah Brightman – Winter Symphony (2008)
- Sarah Brightman & The London Symphony Orchestra – Time to Say Goodbye (1997)
- Sarah Brightman & The London Symphony Orchestra – Timeless (1997)
- Sarah Connor – From Zero to Hero (CD Maxi-Single) (2005)
- Sarah Connor – Naughty but Nice (2005)
- Stefan Waggershausen – Im Herzen des Orkans (1987)
- Stefanie Werger – Intim (1986)
- Systems in Blue – Point of No Return (2005)
- Taco – Letʼs Face the Music (1984)
- Terry Byrne – Prayer for Two (2001)
- The Rattles – Hot Wheels (1988)
- The Royal Philharmonic Orchestra – Plays Hits of Pink Floyd (1994)
- The Royal Philharmonic Orchestra – Plays Queen's Rhapsody: The Hits of Queen (1992)
- The Royal Philharmonic Orchestra And Great Empire – Play Monuments – 12 Hits of Queen (1991)
- The Ten Tenors – Larger Than Life (2004)
- Thilo von Westernhagen & Band – Pleasureland (1983)
- To Be – To Be (1977)
- Tone Band – Tokyo Twist (1982)
- Try ’N’ B – Sexy Eyes (1991)
- Try ʼNʼ B – Try ʼNʼ B (1991)
- Ulla Meinecke – Der Stolz italienischer Frauen (1985)
- Ulla Meinecke – Löwen (1991)
- Unheilig – Gipfelstürmer (2014) (u. a. Zeit zu gehen)
- Uwe Ochsenknecht – Girls Crossing (1994)[3]
- Uwe Ochsenknecht – Ochsenknecht (1992)
- Uwe Ochsenknecht – Turn Me Loose (1992)
- Vanessa Mai – Für Dich (2016)
- Vanilla Ninja – Best Of (2005)
- Vanilla Ninja – Traces of Sadness (2004)
- Various – Ambient Lounge, Vol. 7 (2005)
- Various – Bandits (Original Soundtrack) (1997)
- Various – Best of Ambient Lounge (2005)
- Various – Box Hits ʼ98 (1998)
- Various – Brazilian Thoro (1999)
- Various – Cream Anthems (Kinetic) (2002)
- Various – Encore! Romance (2007)
- Various – Exotica: World Music Divas (1998)
- Various – Frankfurt/FFM Lounge 02 (2005)
- Various – Harmony: The Official Athens 2004 Olympic Games Classical Album (2004)
- Various – Lautlos (Original Soundtrack) (2004)
- Various – Logic Pride, Vol. 5 (2002)
- Weather Girls – Double Tons of Fun (1993)

## Produktionen
Künstler Deutschland:
Rainbirds (2 LPs), Rio Reiser (4 LPs), Udo Lindenberg, Saint Lu, Bandits, Falco, Curt Cress, Nena, Pur (5 LPs), Gregorian (7 LPs), Rolf Kühn und Joachim Kühn, Nina Hagen, Irmin Schmidt, Jane Comerford, No Angels, Boney M, Jam and Spoon feat. Reamonn, Annette Humpe, Inga Humpe, Uwe Ochsenknecht, La Bouche, The Rattles, Die Happy, Peter Kraus, Peter Alexander, Stephan Remmler, Modern Talking (diverse LPs), Stefan Waggershausen (diverse LPs), Stefan Jürgens, Heiner Pudelko, Marky Mark, Wigald Boning, Otto Waalkes (Filmmusik), Pe Werner, Jasmin Tabatabai, Münchner Freiheit, Ulla Meinecke, Baccara, Truck Stop, Lisa Fitz, Blue System, Hubert Kah, Anna Maria Kaufmann, Mario Hené, Nino de Angelo, Rolf Zuckowski, David Hanselmann, RTL „Superstars“ (Alexander Klaws, Bro’Sis).
Künstler International:
Chaka Khan, Meat Loaf, No Mercy, The Royal Philharmonic Orchestra, Jack Bruce, Sarah Brightman (8 LPs), José Carreras, The Ten Tenors, Engelbert Humperdinck, Helen Schneider, Milli Vanilli, Erasure, Ian Cussick, Sally Oldfield, Ronan Keating, Maggie Reilly, Chris Norman, Roger Whittaker, Georg Danzer, Stefanie Werger, Christina Stürmer, Erste Allgemeine Verunsicherung, Christian Kolonovits, Patrizio Buanne, Phil Carmen, DJ BoBo, I Muvrini, Milva, Gianna Nannini, Nevio, Al Bano und Romina Power, Sergio Caputo, La Bionda, Shinji Tanimura, Vanilla Ninja.

## Schriften
- E-Gitarren Recording. Die ersten Schritte. In: Xound – Fachmagazin für Musiker und Produzenten. 2/2005, S. 102–105.
- E-Gitarren Recording. In: Xound – Fachmagazin für Musiker und Produzenten. 3/2005, S. 105–108.
- Der Ohmbau zu Babel, oder: Verwirrungen bei der sorglosen Vermischung alter und neuer Studiotechnik. In: Xound – Fachmagazin für Musiker und Produzenten. 3/2006, S. 108–114.
- External Summing of DAW Mixes. Veröffentlichung von Forschungsergebnissen im Dialog mit internationalen Tontechnikern und Produzenten. PSW Recording Forum. 2008/2009.